# Politburo del Comitato centrale del PCUS
Il Politburo del Comitato centrale del PCUS (in russo Политическое бюро (Политбюро) ЦК КПСС?, Političeskoe bjuro (Politbjuro) CК KPSS, lett. Ufficio politico del CC del PCUS) era l'organismo dirigente del Partito Comunista dell'Unione Sovietica nei periodi fra le riunioni del plenum del Comitato Centrale.

## Composizione
Del Politburo facevano parte i più influenti membri del CC, che determinavano la politica del partito e, nel sistema monopartitico, dell'Unione Sovietica stessa. I membri del Politburo venivano eletti dal plenum del Comitato centrale. Tra essi vi erano di regola il segretario generale del PCUS, il primo ministro, i presidenti del Presidium del Soviet Supremo dell'URSS e di quello della RSFSR, il segretario del comitato cittadino del PCUS di Mosca e/o del comitato del partito dell'oblast' di Leningrado. Dal 1973 facevano parte del Politburo anche il presidente del KGB, il ministro degli esteri e quello della difesa.

## Storia
Il primo Politburo del Comitato centrale dell'allora Partito Operaio Socialdemocratico Russo (bolscevico) fu formato nella riunione del CC del 10 ottobre (23 ottobre del calendario gregoriano) 1917 come guida politica della Rivoluzione. Di esso facevano parte Bubnov, Zinov'ev, Kamenev, Lenin, Sokol'nikov, Stalin e Trockij. Fu invece costituito come organismo permanente dall'VIII Congresso del Partito comunista nel 1919. Tra il 1952 e il 1966 ha operato con la denominazione di Presidium del Comitato centrale.

## Membri
|                                                                                            | Membri effettivi | Candidati |
| ------------------------------------------------------------------------------------------ | --- | --- |
| Composizione ristretta del Comitato Centrale eletta il 18 agosto 1917 dopo il VI Congresso | - Andrej Bubnov - Feliks Dzeržinskij - Adol'f Ioffe - Vladimir Miljutin - Matvej Muranov - Jakov Sverdlov - Grigorij Sokol'nikov - Iosif Stalin - Elena Stasova - Moisej Urickij - Stepan Šaumjan | - |
| Politburo del Comitato Centrale eletto il 23 ottobre 1917                                  | - Andrej Bubnov - Grigorij Zinov'ev - Lev Kamenev - Vladimir Lenin - Grigorij Sokol'nikov - Iosif Stalin - Lev Trockij | - |
| Ufficio del Comitato Centrale eletto il 12 dicembre 1917                                   | - Vladimir Lenin - Jakov Sverdlov - Iosif Stalin - Lev Trockij | - |
| Ufficio del Comitato Centrale eletto l'8 marzo 1918 dopo il VII Congresso                  | - Vladimir Lenin - Jakov Sverdlov (morto il 16 marzo 1919) - Grigorij Sokol'nikov (fino al 29 luglio 1918 e dall'11 marzo 1919) - Iosif Stalin - Lev Trockij - Elena Stasova (dall'11 marzo 1919) | - |
| Politburo del Comitato Centrale eletto il 25 marzo 1919 dopo il VIII Congresso             | - Lev Kamenev - Nikolaj Krestinskij - Vladimir Lenin - Iosif Stalin - Lev Trockij - Elena Stasova (dal 13 aprile al 26 settembre 1919) | - Nikolaj Bucharin - Grigorij Zinov'ev - Michail Kalinin |
| Politburo del Comitato Centrale eletto il 5 aprile 1920 dopo il IX Congresso               | - Lev Kamenev - Nikolaj Krestinskij - Vladimir Lenin - Iosif Stalin - Lev Trockij | - Nikolaj Bucharin - Grigorij Zinov'ev - Michail Kalinin |
| Politburo del Comitato Centrale eletto il 16 marzo 1921 dopo il X Congresso                | - Grigorij Zinov'ev - Lev Kamenev - Nikolaj Krestinskij - Vladimir Lenin - Iosif Stalin - Lev Trockij | - Nikolaj Bucharin - Michail Kalinin - Vjačeslav Molotov |
| Politburo del Comitato Centrale eletto il 3 aprile 1922 dopo il XI Congresso               | - Grigorij Zinov'ev - Lev Kamenev - Vladimir Lenin - Aleksej Rykov - Iosif Stalin - Michail Tomskij - Lev Trockij | - Nikolaj Bucharin - Michail Kalinin - Vjačeslav Molotov |
| Politburo del Comitato Centrale eletto il 26 aprile 1923 dopo il XII Congresso             | - Grigorij Zinov'ev - Lev Kamenev - Vladimir Lenin (morto il 21 gennaio 1924) - Aleksej Rykov - Iosif Stalin - Michail Tomskij - Lev Trockij | - Nikolaj Bucharin - Michail Kalinin - Vjačeslav Molotov - Jan Rudzutak |
| Politburo del Comitato Centrale eletto il 2 giugno 1924 dopo il XIII Congresso             | - Nikolaj Bucharin - Grigorij Zinov'ev - Lev Kamenev - Aleksej Rykov - Iosif Stalin - Michail Tomskij - Lev Trockij | - Feliks Dzeržinskij - Michail Kalinin - Vjačeslav Molotov - Jan Rudzutak - Grigorij Sokol'nikov - Michail Frunze |
| Politburo del Comitato Centrale eletto il 1º gennaio 1926 dopo il XIV Congresso            | - Nikolaj Bucharin - Kliment Vorošilov - Grigorij Zinov'ev (fino al 23 luglio 1926) - Michail Kalinin - Vjačeslav Molotov - Aleksej Rykov - Iosif Stalin - Michail Tomskij - Lev Trockij (fino al 23 ottobre 1926) - Jan Rudzutak (dal 23 luglio 1926) | - Feliks Dzeržinskij (morto il 20 luglio 1926) - Lev Kamenev (fino al 23 ottobre 1926) - Grigorij Petrovskij - Jan Rudzutak (membro effettivo dal 23 luglio 1926) - Nikolaj Uglanov - Andrej Andreev (dal 23 luglio 1926) - Lazar' Kaganovič (dal 23 luglio 1926) - Sergej Kirov (dal 23 luglio 1926) - Anastas Mikojan (dal 23 luglio 1926) - Grigorij Ordžonikidze (dal 23 luglio al 3 novembre 1926) - Vlas Čubar' (dal 3 novembre 1926) |
| Politburo del Comitato Centrale eletto il 19 dicembre 1927 dopo il XV Congresso            | - Nikolaj Bucharin (fino al 17 novembre 1929) - Kliment Vorošilov - Michail Kalinin - Vjačeslav Molotov - Jan Rudzutak - Aleksej Rykov - Iosif Stalin - Michail Tomskij | - Andrej Andreev - Lazar' Kaganovič - Sergej Kirov - Stanislav Kosior - Anastas Mikojan - Grigorij Petrovskij - Nikolaj Uglanov (fino al 29 aprile 1929) - Vlas Čubar' - Karl Bauman (dal 29 aprile 1929) - Sergej Syrcov (dal 21 giugno 1929) |
| Politburo del Comitato Centrale eletto il 13 luglio 1930 dopo il XVI Congresso             | - Kliment Vorošilov - Lazar' Kaganovič - Michail Kalinin - Sergej Kirov - Stanislav Kosior - Valerian Kujbyšev - Vjačeslav Molotov - Jan Rudzutak (fino al 4 febbraio 1932) - Aleksej Rykov (fino al 21 dicembre 1930) - Iosif Stalin - Grigorij Ordžonikidze (dal 21 dicembre 1930) - Andrej Andreev (dal 4 febbraio 1932) | - Andrej Andreev (fino al 21 dicembre 1930) - Anastas Mikojan - Grigorij Petrovskij - Sergej Syrcov (fino al 1º dicembre 1930) - Vlas Čubar' |
| Politburo del Comitato Centrale eletto il 10 febbraio 1934 dopo il XVII Congresso          | - Andrej Andreev - Kliment Vorošilov - Lazar' Kaganovič - Michail Kalinin - Sergej Kirov (morto il 1º dicembre 1934) - Stanislav Kosior (arrestato il 3 maggio 1938) - Valerian Kujbyšev - Vjačeslav Molotov - Grigorij Ordžonikidze (morto il 18 febbraio 1937) - Iosif Stalin - Anastas Mikojan (dal 1º febbraio 1935) - Vlas Čubar' (dal 1º febbraio 1935 al 16 giugno 1938) | - Anastas Mikojan (membro effettivo dal 1º febbraio 1935) - Grigorij Petrovskij - Pavel Postyšev - Jan Rudzutak - Vlas Čubar' (membro effettivo dal 1º febbraio 1935) - Andrej Ždanov (dal 1º febbraio 1935) - Robert Ėjche (dal 1º febbraio 1935, arrestato il 29 aprile 1938) - Nikolaj Ežov (dal 12 ottobre 1937) - Nikita Chruščëv (dal 14 gennaio 1938) |
| Politburo del Comitato Centrale eletto il 22 marzo 1939 dopo il XVIII Congresso            | - Andrej Andreev - Kliment Vorošilov - Andrej Ždanov (morto il 31 agosto 1948) - Lazar' Kaganovič - Michail Kalinin (morto il 3 giugno 1946) - Anastas Mikojan - Vjačeslav Molotov - Iosif Stalin - Nikita Chruščëv - Georgij Malenkov (dal 18 marzo 1946) - Nikolaj Voznesenskij (dal 26 febbraio 1947 al 7 marzo 1949) - Lavrentij Berija (dal 18 marzo 1946) - Nikolaj Bulganin (dal 18 febbraio 1948) - Aleksej Kosygin (dal 4 settembre 1948) | - Lavrentij Berija (membro effettivo 18 marzo 1946) - Nikolaj Švernik - Nikolaj Voznesenskij (dal 21 febbraio 1941, membro effettivo dal 26 febbraio 1947) - Georgij Malenkov (dal 21 febbraio 1941, membro effettivo dal 18 marzo 1946) - Aleksandr Ščerbakov (dal 21 febbraio 1941, morto il 10 maggio 1945) - Nikolaj Bulganin (dal 18 marzo 1946, membro effettivo dal 18 febbraio 1948) - Aleksej Kosygin (dal 18 marzo 1946, membro effettivo dal 4 settembre 1948) |
| Presidium del Comitato Centrale eletto il 16 ottobre 1952 dopo il XIX Congresso            | Membri dell'Ufficio del Presidium: - Lavrentij Berija - Nikolaj Bulganin - Kliment Vorošilov - Lazar' Kaganovič - Georgij Malenkov - Michail Pervuchin - Maksim Saburov - Iosif Stalin - Nikita Chruščëv Altri membri del Presidium: - Vasilij Andrianov - Averkij Aristov - Semën Ignat'ev - Dem'jan Korotčenko - Vasilij Kuznecov - Otto Kuusinen - Vjačeslav Malyšev - Leonid Mel'nikov - Anastas Mikojan - Nikolaj Michajlov - Vjačeslav Molotov - Pantelejmon Ponomarenko - Michail Suslov - Dmitrij Česnokov - Nikolaj Švernik - Matvej Škirjatov | - Leonid Brežnev - Andrej Vyšinskij - Arsenij Zverev - Nikolaj Ignatov - Ivan Kabanov - Aleksej Kosygin - Nikolaj Patoličev - Nikolaj Pegov - Aleksandr Puzanov - Ivan Tevosjan - Pavel Judin |
| Presidium del Comitato Centrale eletto il 5 marzo 1953 in seguito alla morte di Stalin     | - Lavrentij Berija (fino al 7 luglio 1953) - Nikolaj Bulganin - Kliment Vorošilov - Lazar' Kaganovič - Georgij Malenkov - Anastas Mikojan - Vjačeslav Molotov - Michail Pervuchin - Maksim Saburov - Iosif Stalin (morto il 5 marzo 1953) - Nikita Chruščëv - Aleksej Kiričenko (dal 12 luglio 1955) - Michail Suslov (dal 12 luglio 1955) | - Mir Džafar Vagirov (fino al 7 luglio 1953) - Leonid Mel'nikov (fino al 6 giugno 1953) - Pantelejmon Ponomarenko - Nikolaj Švernik - Aleksej Kiričenko (dal 6 giugno 1953, membro effettivo dal 12 luglio 1955) |
| Presidium del Comitato Centrale eletto il 27 febbraio 1956 dopo il XX Congresso            | - Nikolaj Bulganin - Kliment Vorošilov - Lazar' Kaganovič - Aleksej Kiričenko - Georgij Malenkov - Anastas Mikojan - Vjačeslav Molotov - Michail Pervuchin - Maksim Saburov - Michail Suslov - Nikita Chruščëv | - Leonid Brežnev - Georgij Žukov - Nuritdin Muchitdinov - Ekaterina Furceva - Nikolaj Švernik - Dmitrij Šepilov - Frol Kozlov (dal 14 febbraio 1957) |
| Presidium del Comitato Centrale eletto il 29 giugno 1957 dopo il XXI Congresso             | - Averkij Aristov - Nikolaj Beljaev (fino al 4 maggio 1960) - Leonid Brežnev - Nikolaj Bulganin (fino al 5 settembre 1958) - Kliment Vorošilov (fino al 16 luglio 1960) - Georgij Žukov (fino al 29 ottobre 1957) - Nikolaj Ignatov - Aleksej Kiričenko (fino al 4 maggio 1960) - Frol Kozlov - Otto Kuusinen - Anastas Mikojan - Michail Suslov - Ekaterina Furceva - Nikita Chruščëv - Nikolaj Švernik - Nuritdin Muchitdinov (dal 17 dicembre 1957) - Aleksej Kosygin (dal 4 maggio 1960) - Nikolaj Podgornyj (dal 4 maggio 1960) - Dmitrij Poljanskij (dal 4 maggio 1960) | - Jan Kalnberzin - Andrej Kirilenko - Dem'jan Korotčenko - Aleksej Kosygin (membro effettivo dal 4 maggio 1960) - Kirill Mazurov - Vasilij Mžavanadze - Nuritdin Muchitdinov (membro effettivo dal 17 dicembre 1957) - Michail Pervuchin - Pëtr Pospelov - Nikolaj Podgornyj (dal 18 giugno 1958, membro effettivo dal 4 maggio 1960) - Dmitrij Poljanskij (dal 18 giugno 1958, membro effettivo dal 4 maggio 1960) - Gennadij Voronov (dal 18 gennaio 1961) - Viktor Grišin (dal 18 gennaio 1961) |
| Presidium del Comitato Centrale eletto il 31 ottobre 1961 dopo il XXII Congresso           | - Leonid Brežnev - Gennadij Voronov - Frol Kozlov (fino al 16 novembre 1964) - Aleksej Kosygin - Otto Kuusinen (morto il 17 maggio 1964) - Anastas Mikojan - Nikolaj Podgornyj - Dmitrij Poljanskij - Michail Suslov - Nikita Chruščëv (fino al 14 ottobre 1964) - Nikolaj Švernik - Andrej Kirilenko (dal 23 aprile 1962) - Aleksandr Šelepin (dal 16 novembre 1964) - Pëtr Šelest (dal 16 novembre 1964) - Kirill Mazurov (dal 26 marzo 1965) | - Viktor Grišin - Kirill Mazurov (membro effettivo dal 26 marzo 1965) - Vasilij Mžavanadze - Šaraf Rašidov - Vladimir Ščerbickij (fino al 13 dicembre 1963 e dal 6 dicembre 1965) - Leonid Efremov (dal 23 novembre 1962) - Pëtr Šelest (dal 13 dicembre 1963, membro effettivo dal 16 novembre 1964) - Pëtr Demičev (dal 16 novembre 1964) - Dmitrij Ustinov (dal 26 marzo 1965) |
| Politburo del Comitato Centrale eletto l'8 aprile 1966 dopo il XXIII Congresso             | - Leonid Brežnev - Gennadij Voronov - Andrej Kirilenko - Aleksej Kosygin - Kirill Mazurov - Arvid Pel'še - Nikolaj Podgornyj - Dmitrij Poljanskij - Michail Suslov - Aleksandr Šelepin - Pëtr Šelest | - Viktor Grišin - Pëtr Demičev - Dinmuchamed Kunaev - Pëtr Mašerov - Vasilij Mžavanadze - Šaraf Rašidov - Dmitrij Ustinov - Vladimir Ščerbickij - Jurij Andropov (dal 21 giugno 1967) |
| Politburo del Comitato Centrale eletto il 9 aprile 1971 dopo il XXIV Congresso             | - Leonid Brežnev - Gennadij Voronov (fino al 27 aprile 1973) - Viktor Grišin - Andrej Kirilenko - Aleksej Kosygin - Fëdor Kulakov - Dinmuchamed Kunaev - Kirill Mazurov - Arvid Pel'še - Nikolaj Podgornyj - Dmitrij Poljanskij - Michail Suslov - Aleksandr Šelepin (fino al 16 aprile 1975) - Pëtr Šelest (fino al 27 aprile 1973) - Vladimir Ščerbickij - Jurij Andropov (dal 27 aprile 1973) - Andrej Grečko (dal 27 aprile 1973) - Andrej Gromyko (dal 27 aprile 1973) | - Jurij Andropov (membro effettivo dal 27 aprile 1973) - Pëtr Demičev - Pëtr Mašerov - Vasilij Mžavanadze (fino al 18 dicembre 1972) - Šaraf Rašidov - Dmitrij Ustinov - Michail Solomencev (dal 23 novembre 1971) - Boris Ponomarëv (dal 19 maggio 1972) - Grigorij Romanov (dal 27 aprile 1973) |
| Politburo del Comitato Centrale eletto il 5 marzo 1976 dopo il XXV Congresso               | - Jurij Andropov - Leonid Brežnev - Andrej Grečko (morto il 26 aprile 1976) - Viktor Grišin - Andrej Gromyko - Andrej Kirilenko - Aleksej Kosygin (fino al 21 ottobre 1980) - Fëdor Kulakov (morto il 17 luglio 1978) - Dinmuchamed Kunaev - Kirill Mazurov (fino al 27 novembre 1978) - Arvid Pel'še - Nikolaj Podgornyj (fino al 24 maggio 1977) - Grigorij Romanov - Michail Suslov - Dmitrij Ustinov - Vladimir Ščerbickij - Konstantin Černenko (dal 27 novembre 1978) - Nikolaj Tichonov (dal 27 novembre 1979) - Michail Gorbačëv (dal 21 ottobre 1980) | - Gejdar Aliev - Pëtr Demičev - Pëtr Mašerov (morto il 4 ottobre 1980) - Boris Ponomarëv - Šaraf Rašidov - Michail Solomencev - Vasilij Kuznecov (dal 3 ottobre 1977) - Konstantin Černenko (dal 3 ottobre 1977, membro effettivo dal 27 novembre 1978) - Nikolaj Tichonov (dal 27 novembre 1978, membro effettivo dal 27 novembre 1979) - Ėduard Ševardnadze (dal 27 novembre 1978) - Michail Gorbačëv (dal 27 novembre 1979, membro effettivo dal 21 ottobre 1980) - Tichon Kiselëv (dal 21 ottobre 1980) |
| Politburo del Comitato Centrale eletto il 3 marzo 1981 dopo il XXVI Congresso              | - Jurij Andropov (morto il 9 febbraio 1984) - Leonid Brežnev (morto il 10 novembre 1982) - Michail Gorbačëv - Viktor Grišin (fino al 18 febbraio 1986) - Andrej Gromyko - Andrej Kirilenko (fino al 22 novembre 1982) - Dinmuchamed Kunaev - Arvid Pel'še (morto il 29 maggio 1983) - Grigorij Romanov (fino al 1º luglio 1985) - Michail Suslov (morto il 25 gennaio 1982) - Nikolaj Tichonov (fino al 15 ottobre 1985) - Dmitrij Ustinov (morto il 20 dicembre 1984) - Konstantin Černenko (morto il 10 marzo 1985) - Vladimir Ščerbickij - Gejdar Aliev (dal 22 novembre 1982) - Michail Solomencev (dal 26 dicembre 1983) - Vitalij Vorotnikov (dal 26 dicembre 1983) - Egor Ligačëv (dal 23 aprile 1985) - Nikolaj Ryžkov (dal 23 aprile 1985) - Viktor Čebrikov (dal 23 aprile 1985) - Ėduard Ševardnadze (dal 1º luglio 1985)                 | - Gejdar Aliev (membro effettivo dal 22 novembre 1982) - Pëtr Demičev - Tichon Kiselëv (morto l'11 gennaio 1983) - Vasilij Kuznecov - Boris Ponomarëv - Šaraf Rašidov (morto il 31 ottobre 1983) - Michail Solomencev (membro effettivo dal 26 dicembre 1983) - Ėduard Ševardnadze (membro effettivo dal 1º luglio 1985) - Vladimir Dolgich (dal 24 maggio 1982) - Vitalij Vorotnikov (dal 15 giugno 1983, membro effettivo dal 26 dicembre 1983) - Viktor Čebrikov (dal 26 dicembre 1983, membro effettivo dal 23 aprile 1985) - Sergej Sokolov (dal 23 aprile 1985) - Nikolaj Talyzin (dal 15 ottobre 1985) - Boris El'cin (dal 18 febbraio 1986) |
| Politburo del Comitato Centrale eletto il 6 marzo 1986 dopo il XXVII Congresso             | - Gejdar Aliev (fino al 21 ottobre 1987) - Vitalij Vorotnikov - Michail Gorbačëv - Andrej Gromyko (fino al 30 settembre 1988) - Lev Zajkov - Dinmuchamed Kunaev (fino al 28 gennaio 1987) - Egor Ligačëv - Nikolaj Ryžkov - Michail Solomencev (fino al 30 settembre 1988) - Viktor Čebrikov (fino al 20 settembre 1989) - Ėduard Ševardnadze - Vladimir Ščerbickij (fino al 20 settembre 1989) - Viktor Nikonov (dal 26 giugno 1987) - Nikolaj Sljun'kov (dal 26 giugno 1987) - Aleksandr Jakovlev (dal 26 giugno 1987) - Vadim Medvedev (dal 30 settembre 1988) - Vladimir Krjučkov (dal 20 settembre 1989) - Jurij Masljukov (dal 20 settembre 1989) - Vladimir Ivaško (dal 9 dicembre 1989) | - Pëtr Demičev (fino al 30 settembre 1988) - Vladimir Dolgich (fino al 30 settembre 1988) - Boris El'cin (fino al 18 febbraio 1989) - Nikolaj Sljun'kov (membro effettivo dal 26 giugno 1987) - Sergej Sokolov (fino al 26 giugno 1987) - Jurij Solov'ëv (fino al 20 settembre 1989) - Nikolaj Talyzin (fino al 20 settembre 1989) - Aleksandr Jakovlev (dal 28 gennaio 1987, membro effettivo dal 26 giugno 1987) - Dmitrij Jazov (dal 26 giugno 1987) - Jurij Masljukov (dal 18 febbraio 1988, membro effettivo dal 20 settembre 1989) - Georgij Razumovskij (dal 18 febbraio 1988) - Aleksandra Birjukova (dal 30 settembre 1988) - Aleksandr Vlasov (dal 30 settembre 1988) - Anatolij Luk'janov (dal 30 settembre 1988) - Evgenij Primakov (dal 20 settembre 1989) - Boris Pugo (dal 20 settembre 1989) |
| Politburo del Comitato Centrale eletto il 14 luglio 1990 dopo il XXVIII Congresso          | - Mikolas Burokjavičjus - Michail Gorbačëv - Givi Gumbaridze (fino al 31 gennaio 1991) - Stanislav Gurenko - Aleksandr Dzasochov - Vladimir Ivaško - Islam Karimov - Pëtr Lučinskij - Absamat Masaliev (fino al 25 aprile 1991) - Kachar Machkamov - Vladimir Movsisjan (fino all'11 dicembre 1990) - Ajaz Mutalibov - Nursultan Nazarbaev - Saparmurat Nijazov - Ivan Polozkov - Jurij Prokof'ev - Galina Semënova - Ėnn-Arno Sillari (fino al 31 gennaio 1991) - Efrem Sokolov (fino all'11 dicembre 1990) - Egor Stroev - Ivan Frolov - Oleg Šenin - Gennadij Janaev (fino al 31 gennaio 1991) - Anatolij Malofeev (dall'11 dicembre 1990) - Stepan Pogosjan (dall'11 dicembre 1990) - Lembit Annus (dal 31 gennaio 1991) - Džumgalbek Amanbaev (dal 25 aprile 1991) - Grigorij Eremej (dal 25 aprile 1991) - Michail Surkov (dal 25 aprile 1991) | - |